# 乃
【乃】 — китайський ієрогліф. Рідко використовується на письмі в японській мові.

## Значення
1. тоді.
1) і..., і...
2) після цього...
3) також, крім цього.
2. тобто
1) а саме.
2) а й справді...
3. ти.
4. я.
5. початок; раніше; давно.
6. (кит.) наймани (застаріле).
7. (яп.) знак хіраґани の.

Ключ: 4 (丿 + 1);  Кількість рисок: 2.
Введення ієрогліфа методом цанзє: 弓竹尸 (NHS); Введення ієрогліфа чотирикутним методом: 17227. .

## Прочитання
| Китайська         |                   |                   |                   |                 |                 |
| Мандаринська мова | Мандаринська мова | Мандаринська мова | Мандаринська мова | Кантонська мова | Кантонська мова |
| чжуїнь            | піньїнь           | Вейд-Джайлз       | кирилиця          | ютпхін          | Єль             |
| ㄋㄞˇ             | nǎi (nai3)        | nai3              | най               | naai5           | naai5           |

| Корейська |         |               |              |     |          |
|           | хангиль | стара латинка | нова латинка | Єль | кирилиця |
| Звук:     | 내      | nae           | nae          | nay | не       |
| Назва:    | 이에    | ie            | ie           | iey | іє       |

| Японська |               |              |             |
|          | кана          | латинка      | кирилиця    |
| Он:      | だい ない     | dai nai      | дай най     |
| Кун:     | すなわち の   | sunawachi no | сунаваті но |
| Ім'я:    | いまし おさむ | imashi osamu | імасі осаму |